# منى خليل (مذيعة إماراتية)
منى خليل إعلامية ومذيعة إماراتية كانت بدايتها بتقديم برامج مخصصة للأطفال على شاشة تلفزيون دبي.

## حياتها
كانت بدايتها على شاشة تلفزيون دبي بتقديم برنامج «حول العالم» وذلك في سنة 1998م من خلال مشاركتها مع مكتب مهرجان دبي في تقديم مسابقات للأطفال في فترة الصيف وقد تم اختيارها لبرنامج يخص الأطفال وهو برنامج «حول العالم» الذي شارك فيه 20 مذيع ومذيعه. في سنة 1999م تم اختيارها من بين 20 مذيعه لتقديم برنامج «ملتقى الطفولة» في مهرجان دبي للتسوق.
على صعيد التلفزيون بدأت بعد ذلك بتقديم برامج خاصه للأطفال على تلفزيون دبي من أبرزها «أحلى صباح» وهو برنامج صباحي تعليمي ترفيهي كان نقطة التحول في المجال الإعلامي لها وكان في فترة مفاجآت صيف دبي وقد قدم في سنة 2000 و 2001 على التوالي، وقد عرف جمهور الإعلاميه منى خليل من خلال هذا البرنامج، وقدمت أيضاً برنامج «امرح واربح» وهو عباره عن برنامج تعليمي ترفيهي أسبوعي.
كذلك قدمت برنامج «جائزة الشيخه لطيفه بنت محمد لإبداعات الطفولة» وكانت حلقه خاصه لهذه الجائزة في سنة 2001. في سنة 2002 وفي مهرجان دبي للتسوق قدمت برنامج «صديقنا مرشد» والذي كان يشاركها التقديم فيه بلال عبد الله (مرشد) واحمد عبد الله مع المسابقات وتفاعل الأطفال في ذلك البرنامج. وقد قدمت برامجاً عديده خلال تلك الفترة مثل برنامج "123" و «عيدية الفضائيه» و «مدرستي» و «بالصغار نكبر».
بعد ذلك إنتقلت إلى الإذاعة حيث قدمت برامج إذاعيه على إذاعة دبي إف إم وكان أول برنامج إذاعي لها هو «أطفالنا»، وبعدها انتقلت إلى إذاعة نور دبي لتختص بالبرامج الاجتماعيه الترفيهيه وبدأت أيضا في الإعداد ومن الأعمال الإذاعيه التي قدمتها «مرسى الطلبة» الذي يهتم بقضايا الطلاب ومشاكلهم، و«يحلو اللقاء»، «الدنيا سوالف» وكان من أهم الأعمال المتميزه الإذاعيه التي قدمتها بعد رحلة الانتقال إلى إذاعة نور دبي وقد عملت أيضاً كمساعد مخرج سنة 2006 على شاشة سما دبي من خلال برنامج «نت كوم» و «ميدان الصغار» وبرنامج «فوانيس».
في سنة 2008 عادت إلى الشاشة عن طريق قناة نور دبي وذلك بتقديم البرنامج الرمضاني «ليش مع أم خالد» وقد نال على إعجاب شريحه كبيره من الجمهور، وحالياً تقدم برنامج «مساء دبي» على إذاعة نور دبي والذي يضم فقرات متنوعه منها فقرة «في الدار»، «دنيا الإنشاد»، و «سمعنا رأيك» وغيرها